# Mityzacja

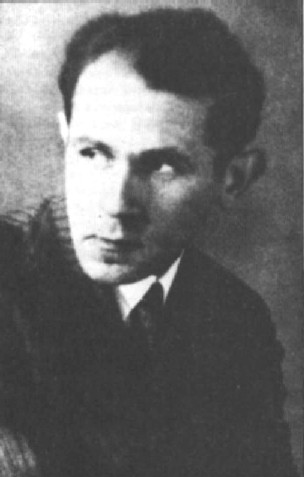
Bruno Schulz jako przykład autora dokonującego mityzacji w swojej twórczości

Mityzacja – zabieg literacki polegający na kreowaniu świata przedstawionego, aby pokazać jego podobieństwo do obrazów i wyobrażeń mitycznych. Wykreowana tak rzeczywistość jest dynamiczna i dramatyczna, każda rzecz i każde zjawisko w niej ma określoną barwę emocjonalną. Przeciwieństwem do niej jest demityzacja - stan, w którym mit został ośmieszony, wskutek czego stracił swoją powagę i sens.